# Женская сборная Франции по футболу
Женская сборная Франции по футболу (фр. Équipe de France de football féminin) — женская национальная команда Франции, выступающая на чемпионатах мира и Европы. Контролируется федерацией футбола Франции. Является одной из самых старых сборных Европы и мира по футболу. Высшим достижением команды является 4-е место на чемпионате мира 2011 года, проходившем в Германии. Наибольшее количество матчей за сборную сыграла Сандрин Субейран — 198 матчей; лучший бомбардир сборной — Эжени Ле Соммер (86 мячей). Главный тренер команды — Эрве Ренар, назначенный на эту должность в марте 2023 года. Действующий капитан сборной — защитник французского «Олимпик Лион» Венди Ренар.
По состоянию на 25 августа 2023 года сборная занимает 5-е место в рейтинге женских сборных ФИФА.

## История сборной

### Первые годы: взлёт и падение

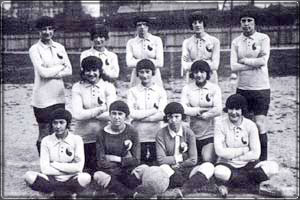
Женская сборная Франции в 1920 году

В 1919 году во Франции под эгидой федерации французских женских спортивных обществ (фр. Fédération des Sociétés Féminines Sportives de France) впервые прошёл женский чемпионат страны по футболу. 29 апреля 1920 года сборная Франции под руководством пионера французского и европейского женского футбола Алис Миллья провела в Англии свою первую официальную встречу против сборной Англии, представленной командой «Дик, Керс Ледис», и одержала свою первую историческую победу со счётом 2:0. Матч состоялся в Престоне, на нём присутствовало более 25 тысяч зрителей. Сборная Франции потом провела ещё четыре матча в рамках турне, из которых выиграла два, один свела вничью и ещё один проиграла. На следующий год в парижском округе Венсен на стадионе «Першинг» француженки провели ответный матч с англичанками, который завершился ничьей 1:1 (на матче присутствовало 12 тысяч зрителей). В мае 1921 года француженки совершили очередное турне в Великобритании: первая встреча окончилась победой со счётом 5:1, но затем последовали три поражения подряд. В октябре 1921 года сборная сыграла с англичанками в Париже и Гавре ещё две встречи, завершившиеся вничью. Несмотря на то, что в декабре 1921 года в Англии решением футбольной ассоциации были распущены все женские клубы, поскольку функционеры не доверяли женским командам, француженки продолжили своё турне. В Плимуте они одержали победу, но затем в Эксетере и Фалмуте последовали нулевые ничьи. К 1932 году интерес во Франции к женскому футболу упал почти до нуля, и 3 апреля 1932 года француженки сыграли свою последнюю перед долгим перерывом игру со сборной Бельгии, которая опять завершилась нулевой ничьей.

### Возрождение в 1960-х
В послевоенные годы женский футбол не развивался, однако к концу 1960-х годов в Реймсе произошёл небольшой скачок в футболе: стали появляться первые женские команды. В 1969 году в рамках кубка Европы по лёгкой атлетике состоялся любительский турнир, в котором участвовали Франция, Англия, Дания и Италия. Турнир выиграли итальянки, но француженки получили новый опыт выступлений. В 1970 году федеральный совет федерации футбола Франции официально заявил о воссоздании женской сборной и дал добро на проведение встреч. 17 апреля 1971 года француженки в обновлённом составе сыграли матч против Нидерландов и разгромили «оранжевых» со счётом 4:0. В том же году в Мексике прошёл неофициальный чемпионат мира по футболу, на который пригласили и француженок. ФИФА долгое время не признавало результаты игр француженок, пока в 1991 году не был проведён первый чемпионат мира среди женщин. Ещё раньше, в 1982 году, в УЕФА дали добро на учреждение чемпионата Европы среди женщин.
В 1975 году с учреждением чемпионата Франции по футболу среди женщин прогресс команды ускорился. Лучшей командой страны считался женский футбольный клуб «Реймс», блиставший в конце 1970-х — начале 1980-х, и именно его футболистки составляли костяк команды. В 1978 году почти весь состав клуба отправился на неофициальный чемпионат мира на Тайване, на котором француженки негласно разделили главный приз с финками. Однако сама федерация футбола Франции никак не реагировала на успехи женской команды, и функционеры полагались в основном только на себя. С 1984 года команду стала преследовать полоса неудач: команда не попала на чемпионаты Европы 1984 и 1987 годов. Увольнение Франсиса Коше и приход Эме Миньо не изменил ситуацию в лучшую сторону, и команда пропустила первенство Европы 1989 года, а также два чемпионата мира.

### Новейшая история с 1995 года
На помощь французской сборной поспешила опытный тренер Элизабет Луазель. С одобрения федерации футбола Франции, Элизабет Луазель и тогдашний наставник мужской команды Эме Жаке сменили базу для своих сборных: теперь этой базой являлся учебный центр «Клерфонтен», где были созданы самые лучшие условия для тренировок, а также базировались несколько футбольных команд. Это серьёзно улучшило игру команды, а вскоре был сформирован национальный центр для формирования и тренировок в Клерфонтене (фр. Centre National de Formation et d’Entraînement de Clairefontaine) — первая французская футбольная академия для женщин. Наконец, в 2003 году сборная Франции триумфально вышла на чемпионат мира 2003 года, сломив сопротивление англичанок в двух встречах плей-офф: сначала в матче в Лондоне, а затем в Сент-Этьене на стадионе «Жоффруа Гишар». Матч, на котором присутствовало 23 тысячи человек, транслировался на телеканале Canal+. Позднее Луазель вывела команду на чемпионат Европы 2005 года, но француженки потерпели неудачу на групповой стадии, а мундиаль-2007 и вовсе пропустили. Элизабет после этой неудачи была уволена.
После Луазель на пост тренера был приглашён Бруно Бини. Он имел опыт работы с женскими юношескими командами и помог сборной выйти на чемпионат Европы 2009 года. Залогом этого успеха стала не только удачная работа в «Клэрфонтэне» и мощный уровень французского первого дивизиона, но и умение Бини находить таланты. Так, костяк той сборной сформировали Камилль Абили, Соня Бомпастор, Луиза Несиб, Элиз Буссалья, Лора Жорж и Корин Франко. Капитаном той сборной была опытная Сандрин Субейран. Квалификацию команда прошла как никогда уверенно, пропустив всего два мяча, и успешно выступив на Скандинавском кубке и кубке Кипра. В финальной пульке француженки попали в группу смерти с немками, норвежками и исландками. Франция заняла третье место в группе, но спасительное место в плей-офф всё-таки заполучила благодаря дополнительным показателям. В первом же раунде плей-офф Франция встретилась с Нидерландами, и после нулевой ничьи в основное время и в овертайме «оранжевые» всё-таки взяли верх в серии пенальти со счётом 5:4.

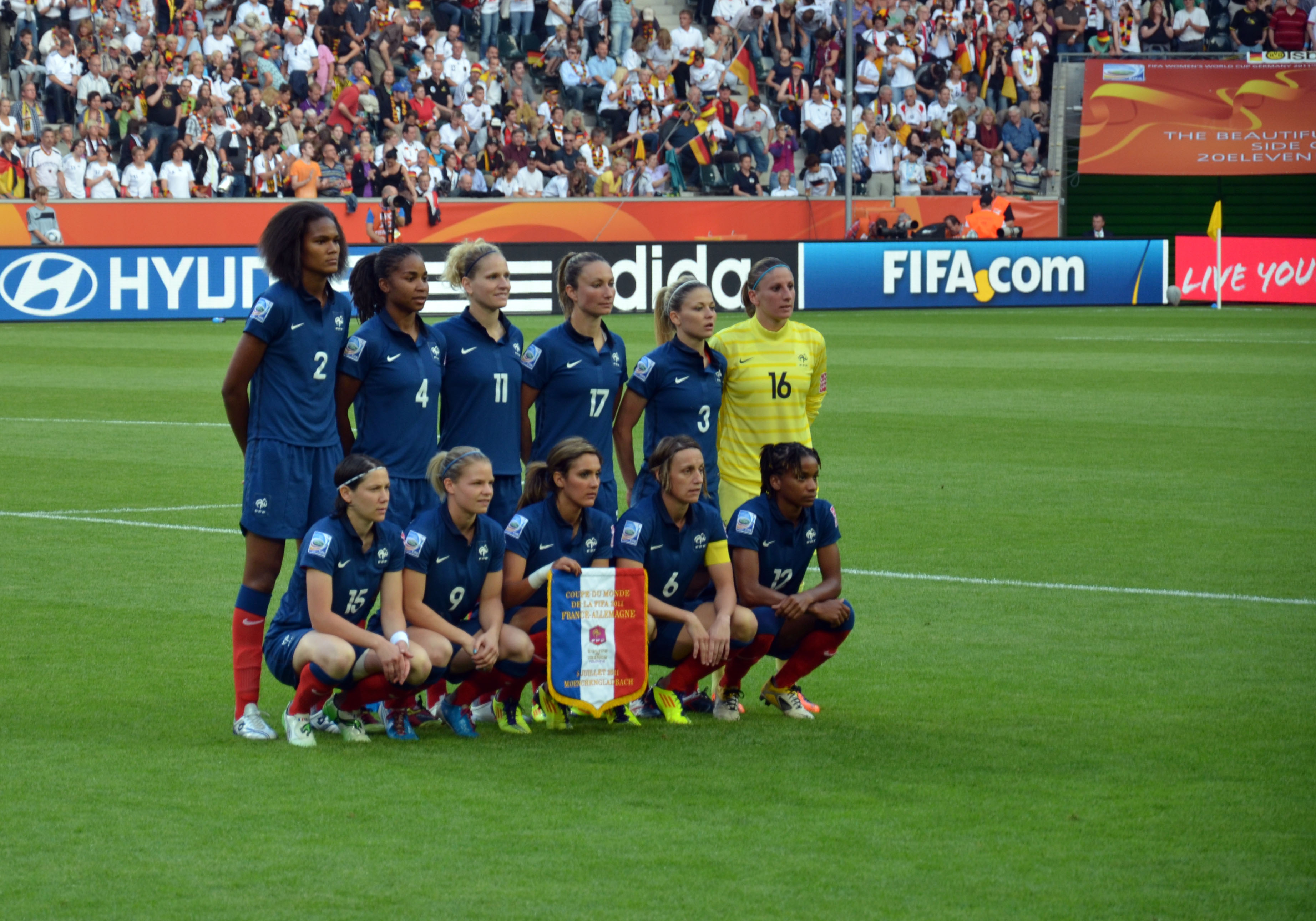
Сборная Франции на чемпионате мира 2011 года перед игрой с немками

Следующей задачей Бини являлся выход на чемпионат мира 2011 года, и французский специалист с блеском выполнил эту задачу: француженки выиграли все 10 матчей, забили ровно 50 голов и не пропустили ни одного, а 16 сентября 2010 года вышли на чемпионат мира, обыграв по сумме двух встреч итальянок со счётом 3:2. В финале ни попали в группу к тем же немкам, нигерийкам и канадкам. Заняв второе место и пропустив вперёд немок, они вышли в четвертьфинал, где по пенальти обыграли сборную Англии (а Германия сенсационно проиграла со счётом 0:1 будущим чемпионкам мира — Японии). В полуфинале француженки проиграли сборной США, а в матче за третье место на последних минутах упустили бронзу, уступив сборной Швеции.
Утешением стал выход на Олимпиаду в Лондоне вместе со Швецией как лучших европейских команд на чемпионате мира, но и там француженки остались без наград, опять же заняв 4-е место. Групповой этап соревнований сборная начала с поражения от американок, на 14-й минуте матча ведя в счёте 2:0, «трёхцветные» пропустили четыре гола в свои ворота. В двух следующих матчах француженки уверенно обыграли команды Колумбии и КНДР. Второе место в группе G и выход в четвертьфинал на сборную Швеции. Матч завершился со счетом 2:1. «Синие» прошли дальше и в 1/2 финала встретились на поле лондонского Уэмбли с командой Японии. Пропустив по одному голу в свои ворота в начале каждого из таймов, сборная Франции сумела отыграть только один мяч, хотя на 79-й минуте матча «трёхцветные» имели прекрасную возможность сравнять счёт — в ворота японской команды был назначен пенальти, но Элиз Буссалья не смогла этим воспользоваться. «Бронзовый» матч завершился обидным поражением француженок: в дополнительное время основного времени защитницы французской команды не смогли остановить Диану Матесон, которая и забила единственный гол этой встречи. Звёздами той сборной стали Мари-Лор Дели (лучший бомбардир), а также Соня Бомпастор, Лора Жорж и Луиза Несиб, попавшие в символическую сборную турнира.
Очень уверенно французская сборная прошла отборочный турнир к чемпионату Европы 2013 года: 8 побед в 8 матчах, 32 забитых и 2 пропущенных гола. Лучшим бомбардиром сборной в квалификационном раунде стала Эжени Ле Соммер. Но будучи одними из главных фаворитов Евро-2013, француженки проиграли на стадии 1/4 финала сборной Дании в серии послематчевых пенальти 1:1 (2:4).
После европейского чемпионата в Бини заканчивался контракт со сборной, французская федерация футбола не стала продлевать с тренером соглашение, и в конце июля 2013 года команду возглавил бывший вратарь сборной Франции Филипп Бержеро. Первым серьёзный вызовом для Бержеро стал отбор на чемпионат мира 2015 года. С которым Филипп и сборная Франции успешно справились, победив в 10 матчах из 10 команда заняла первое место в 7-й группе зоны УЕФА. Кроме того, Гаэтан Тиней с 13 голами стала вторым бомбардиром квалификационного раунда, а Луиза Несиб — лучшим ассистентом (16 результативных передач). Турнир мирового первенства 2015 года француженки завершили матчем со сборной Германии на четвертьфинальной стадии соревнований. Основное время поединка соперницы закончили со счётом 1:1. На 64-й минуте матча гол немкам забила Луиза Несиб. В дополнительное время определить победителя не удалось, а в серии послематчевых пенальти сборная Франции уступила немецкой команде 4:5. Решающий пенальти не забила Клер Лавоже.
В 2016 году в Рио-де-Жанейро олимпийский турнир французская сборная под руководством Бержеро начала с уверенной победы над сборной Колумбии (4:0). Дальше последовало поражение от американок и победа над сборной Новой Зеландии. Второе место в группе G дало право сборной Франции играть в четвертьфинальном поединке, в котором француженки встретились со сборной Канады. Как и четырьмя годами ранее команда Франции уступила с минимальным счётом 0:1.
Неудачное выступление французской сборной на Олимпиаде привело к замене на посту главного тренера команды. Новым наставником «трехцветных» стал Оливье Эшуафни. Под его руководством француженки завершили отборочный турнир к чемпионату Европы 2017 года. За 8 победных матчей квалификации «трёхцветные» не пропустили в свои ворота ни одного мяча. Основной турнир европейского первенства француженкам не удалось пройти так же уверенно. Групповую стадию «синие» завершили только на втором месте, а 1/4 финала вовсе не смогли преодолеть, проиграв сборной Англии со счётом 0:1. Эта неудача стоила Оливье Эшуафни должности главного тренера.
С 1 сентября 2017 года Корин Дьякр доверено руководить командой. Контракт рассчитан до 2021 года. В 2019 году во Франции прошёл  чемпионат мира, поэтому, как организаторы турнира, «трёхцветные» пропускали квалификационный турнир и автоматически стали участниками соревнований.

## История выступления на международных турнирах

### Чемпионаты Европы
| Финальная стадия | Финальная стадия       | Финальная стадия       | Финальная стадия       | Финальная стадия       | Финальная стадия       | Финальная стадия       | Финальная стадия       | Финальная стадия       | Финальная стадия       |                        | Квалификация | Квалификация | Квалификация | Квалификация | Квалификация | Квалификация | Квалификация |
| Год              | Раунд                  | Место                  | И                      | В                      | Н                      | П                      | МЗ                     | МП                     | РМ                     | И                      | В            | Н            | П            | МЗ           | МП           | РМ           |              |
| ---------------- | ---------------------- | ---------------------- | ---------------------- | ---------------------- | ---------------------- | ---------------------- | ---------------------- | ---------------------- | ---------------------- | ---------------------- | ------------ | ------------ | ------------ | ------------ | ------------ | ------------ | ------------ |
| 1984             | Не прошла квалификацию | Не прошла квалификацию | Не прошла квалификацию | Не прошла квалификацию | Не прошла квалификацию | Не прошла квалификацию | Не прошла квалификацию | Не прошла квалификацию | Не прошла квалификацию | Не прошла квалификацию | 6            | 2            | 3            | 1            | 4            | 4            | 0            |
| 1987             | Не прошла квалификацию | Не прошла квалификацию | Не прошла квалификацию | Не прошла квалификацию | Не прошла квалификацию | Не прошла квалификацию | Не прошла квалификацию | Не прошла квалификацию | Не прошла квалификацию | Не прошла квалификацию | 6            | 1            | 0            | 5            | 7            | 15           | −8           |
| 1989             | Не прошла квалификацию | Не прошла квалификацию | Не прошла квалификацию | Не прошла квалификацию | Не прошла квалификацию | Не прошла квалификацию | Не прошла квалификацию | Не прошла квалификацию | Не прошла квалификацию | Не прошла квалификацию | 10           | 4            | 4            | 2            | 15           | 3            | +12          |
| 1991             | Не прошла квалификацию | Не прошла квалификацию | Не прошла квалификацию | Не прошла квалификацию | Не прошла квалификацию | Не прошла квалификацию | Не прошла квалификацию | Не прошла квалификацию | Не прошла квалификацию | Не прошла квалификацию | 4            | 2            | 0            | 2            | 6            | 7            | −1           |
| 1993             | Не прошла квалификацию | Не прошла квалификацию | Не прошла квалификацию | Не прошла квалификацию | Не прошла квалификацию | Не прошла квалификацию | Не прошла квалификацию | Не прошла квалификацию | Не прошла квалификацию | Не прошла квалификацию | 4            | 1            | 1            | 2            | 7            | 10           | −3           |
| 1995             | Не прошла квалификацию | Не прошла квалификацию | Не прошла квалификацию | Не прошла квалификацию | Не прошла квалификацию | Не прошла квалификацию | Не прошла квалификацию | Не прошла квалификацию | Не прошла квалификацию | Не прошла квалификацию | 6            | 4            | 1            | 1            | 9            | 3            | +6           |
| 1997             | гр. турнир             | 6                      | 3                      | 1                      | 1                      | 1                      | 4                      | 5                      | −1                     | 8                      | 4            | 3            | 1            | 14           | 6            | +8           |              |
| 2001             | гр. турнир             | 6                      | 3                      | 1                      | 0                      | 2                      | 5                      | 7                      | −2                     | 6                      | 4            | 2            | 0            | 10           | 5            | +5           |              |
| 2005             | гр. турнир             | 6                      | 3                      | 1                      | 1                      | 1                      | 4                      | 5                      | −1                     | 8                      | 7            | 0            | 1            | 32           | 7            | +25          |              |
| 2009             | 1/4 финала             | 8                      | 4                      | 1                      | 2                      | 1                      | 5                      | 7                      | −2                     | 8                      | 7            | 0            | 1            | 31           | 2            | +29          |              |
| 2013             | 1/4 финала             | 5                      | 4                      | 3                      | 1                      | 0                      | 8                      | 2                      | +6                     | 8                      | 8            | 0            | 0            | 32           | 2            | +30          |              |
| 2017             | 1/4 финала             | 6                      | 4                      | 1                      | 2                      | 1                      | 3                      | 3                      | 0                      | 8                      | 8            | 0            | 0            | 27           | 0            | +27          |              |
| 2022             | 1/2 финала             | 3                      | 5                      | 3                      | 1                      | 1                      | 10                     | 5                      | +5                     | 8                      | 7            | 1            | 0            | 44           | 0            | +44          |              |
| Всего            | 7/13                   | —                      | 26                     | 11                     | 8                      | 7                      | 39                     | 34                     | +5                     | 90                     | 59           | 15           | 16           | 238          | 64           | +174         |              |

### Чемпионаты мира
| Финальная стадия | Финальная стадия       | Финальная стадия       | Финальная стадия       | Финальная стадия       | Финальная стадия       | Финальная стадия       | Финальная стадия       | Финальная стадия       | Финальная стадия       |                                     | Квалификация                        | Квалификация                        | Квалификация                        | Квалификация                        | Квалификация                        | Квалификация                        | Квалификация |
| Год              | Раунд                  | Место                  | И                      | В                      | Н                      | П                      | МЗ                     | МП                     | РМ                     | И                                   | В                                   | Н                                   | П                                   | МЗ                                  | МП                                  | РМ                                  |              |
| ---------------- | ---------------------- | ---------------------- | ---------------------- | ---------------------- | ---------------------- | ---------------------- | ---------------------- | ---------------------- | ---------------------- | ----------------------------------- | ----------------------------------- | ----------------------------------- | ----------------------------------- | ----------------------------------- | ----------------------------------- | ----------------------------------- | ------------ |
| 1991             | Не прошла квалификацию | Не прошла квалификацию | Не прошла квалификацию | Не прошла квалификацию | Не прошла квалификацию | Не прошла квалификацию | Не прошла квалификацию | Не прошла квалификацию | Не прошла квалификацию | Не прошла квалификацию              | 4                                   | 2                                   | 0                                   | 2                                   | 6                                   | 7                                   | −1           |
| 1995             | Не прошла квалификацию | Не прошла квалификацию | Не прошла квалификацию | Не прошла квалификацию | Не прошла квалификацию | Не прошла квалификацию | Не прошла квалификацию | Не прошла квалификацию | Не прошла квалификацию | Не прошла квалификацию              | 6                                   | 4                                   | 1                                   | 1                                   | 9                                   | 3                                   | +6           |
| 1999             | Не прошла квалификацию | Не прошла квалификацию | Не прошла квалификацию | Не прошла квалификацию | Не прошла квалификацию | Не прошла квалификацию | Не прошла квалификацию | Не прошла квалификацию | Не прошла квалификацию | Не прошла квалификацию              | 6                                   | 2                                   | 2                                   | 2                                   | 9                                   | 7                                   | +2           |
| 2003             | гр. турнир             | 9                      | 3                      | 1                      | 1                      | 1                      | 2                      | 3                      | −1                     | 10                                  | 7                                   | 1                                   | 2                                   | 16                                  | 10                                  | +6                                  |              |
| 2007             | Не прошла квалификацию | Не прошла квалификацию | Не прошла квалификацию | Не прошла квалификацию | Не прошла квалификацию | Не прошла квалификацию | Не прошла квалификацию | Не прошла квалификацию | Не прошла квалификацию | Не прошла квалификацию              | 8                                   | 5                                   | 2                                   | 1                                   | 15                                  | 4                                   | +11          |
| 2011             | 1/2 финала             | 4                      | 6                      | 2                      | 1                      | 3                      | 10                     | 10                     | 0                      | 12                                  | 11                                  | 1                                   | 0                                   | 53                                  | 2                                   | +51                                 |              |
| 2015             | 1/4 финала             | 5                      | 5                      | 3                      | 1                      | 1                      | 10                     | 3                      | +7                     | 10                                  | 10                                  | 0                                   | 0                                   | 54                                  | 3                                   | +51                                 |              |
| 2019             | 1/4 финала             | 6                      | 5                      | 4                      | 0                      | 1                      | 10                     | 4                      | +6                     | Квалифицирована как хозяйка турнира | Квалифицирована как хозяйка турнира | Квалифицирована как хозяйка турнира | Квалифицирована как хозяйка турнира | Квалифицирована как хозяйка турнира | Квалифицирована как хозяйка турнира | Квалифицирована как хозяйка турнира |              |
| 2023             | 1/4 финала             | 6                      | 5                      | 3                      | 2                      | 0                      | 12                     | 4                      | +8                     | 10                                  | 10                                  | 0                                   | 0                                   | 54                                  | 4                                   | +50                                 |              |
| Всего            | 5/9                    | —                      | 24                     | 13                     | 5                      | 6                      | 44                     | 24                     | +20                    | 66                                  | 51                                  | 7                                   | 8                                   | 216                                 | 40                                  | +176                                |              |

### Олимпийские игры
| Год   | Раунд                               | Место                               | И                                   | В                                   | Н                                   | П                                   | МЗ                                  | МП                                  | РМ                                  |
| ----- | ----------------------------------- | ----------------------------------- | ----------------------------------- | ----------------------------------- | ----------------------------------- | ----------------------------------- | ----------------------------------- | ----------------------------------- | ----------------------------------- |
| 1996  | Не прошла квалификацию              | Не прошла квалификацию              | Не прошла квалификацию              | Не прошла квалификацию              | Не прошла квалификацию              | Не прошла квалификацию              | Не прошла квалификацию              | Не прошла квалификацию              | Не прошла квалификацию              |
| 2000  | Не прошла квалификацию              | Не прошла квалификацию              | Не прошла квалификацию              | Не прошла квалификацию              | Не прошла квалификацию              | Не прошла квалификацию              | Не прошла квалификацию              | Не прошла квалификацию              | Не прошла квалификацию              |
| 2004  | Не прошла квалификацию              | Не прошла квалификацию              | Не прошла квалификацию              | Не прошла квалификацию              | Не прошла квалификацию              | Не прошла квалификацию              | Не прошла квалификацию              | Не прошла квалификацию              | Не прошла квалификацию              |
| 2008  | Не прошла квалификацию              | Не прошла квалификацию              | Не прошла квалификацию              | Не прошла квалификацию              | Не прошла квалификацию              | Не прошла квалификацию              | Не прошла квалификацию              | Не прошла квалификацию              | Не прошла квалификацию              |
| 2012  | 1/2 финала                          | 4                                   | 6                                   | 3                                   | 0                                   | 3                                   | 11                                  | 8                                   | +3                                  |
| 2016  | 1/4 финала                          | 6                                   | 4                                   | 2                                   | 0                                   | 2                                   | 7                                   | 2                                   | +5                                  |
| 2020  | Не прошла квалификацию              | Не прошла квалификацию              | Не прошла квалификацию              | Не прошла квалификацию              | Не прошла квалификацию              | Не прошла квалификацию              | Не прошла квалификацию              | Не прошла квалификацию              | Не прошла квалификацию              |
| 2024  | Квалифицирована как хозяйка турнира | Квалифицирована как хозяйка турнира | Квалифицирована как хозяйка турнира | Квалифицирована как хозяйка турнира | Квалифицирована как хозяйка турнира | Квалифицирована как хозяйка турнира | Квалифицирована как хозяйка турнира | Квалифицирована как хозяйка турнира | Квалифицирована как хозяйка турнира |
| Всего | 3/8                                 | —                                   | 10                                  | 5                                   | 0                                   | 5                                   | 18                                  | 10                                  | +8                                  |

1. 1 2 3  В ничьи включены также матчи плей-офф, которые завершились послематчевыми пенальти.

## Текущий состав
Следующие 23 игрока были вызваны на чемпионат мира по футболу среди женщин 2023 в Австралии и Новой Зеландии.
Игры и голы приведены по состоянию на 13 августа 2023 года:
| 1  | Вр  | Солен Дюран        | 20 ноября 1994 (30 лет)  | 3   | 0  | Сассуоло         |  |  |  |
| 16 | Вр  | Полин Пейро-Маньен | 17 марта 1992 (33 года)  | 46  | 0  | Ювентус          |  |  |  |
| 21 | Вр  | Констанс Пико      | 5 июля 1998 (27 лет)     | 2   | 0  | Пари Сен-Жермен  |  |  |  |
|    |     |                    |                          |     |    |                  |  |  |  |
| 2  | Защ | Маэль Лакрар       | 27 мая 2000 (25 лет)     | 8   | 3  | Монпелье         |  |  |  |
| 3  | Защ | Венди Ренар (к)    | 20 июля 1990 (34 года)   | 150 | 35 | Олимпик Лион     |  |  |  |
| 5  | Защ | Элиза де Алмейда   | 11 января 1998 (27 лет)  | 23  | 3  | Пари Сен-Жермен  |  |  |  |
| 7  | Защ | Сакина Каршауи     | 26 января 1996 (29 лет)  | 62  | 0  | Пари Сен-Жермен  |  |  |  |
| 13 | Защ | Сельма Баша        | 9 ноября 2000 (24 года)  | 21  | 1  | Олимпик Лион     |  |  |  |
| 14 | Защ | Айссату Тункара    | 16 марта 1995 (30 лет)   | 40  | 3  | свободный агент  |  |  |  |
| 20 | Защ | Эстель Каскарино   | 5 февраля 1997 (28 лет)  | 14  | 1  | Пари Сен-Жермен  |  |  |  |
| 22 | Защ | Ева Периссе        | 24 декабря 1994 (30 лет) | 52  | 4  | Челси            |  |  |  |
|    |     |                    |                          |     |    |                  |  |  |  |
| 4  | ПЗ  | Лорина Фазер       | 13 октября 2003 (21 год) | 3   | 0  | Пари Сен-Жермен  |  |  |  |
| 6  | ПЗ  | Санди Толетти      | 13 июля 1995 (29 лет)    | 46  | 3  | Реал Мадрид      |  |  |  |
| 8  | ПЗ  | Грейс Гейоро       | 2 июля 1997 (28 лет)     | 71  | 15 | Пари Сен-Жермен  |  |  |  |
| 10 | ПЗ  | Амель Маджри       | 25 января 1993 (32 года) | 70  | 11 | Олимпик Лион     |  |  |  |
| 15 | ПЗ  | Кенза Дали         | 31 июля 1991 (33 года)   | 60  | 12 | Астон Вилла      |  |  |  |
| 17 | ПЗ  | Леа ле Гаррек      | 9 июля 1993 (32 года)    | 8   | 2  | Флёри 91         |  |  |  |
|    |     |                    |                          |     |    |                  |  |  |  |
| 9  | Нап | Эжени ле Соммер    | 18 мая 1989 (36 лет)     | 183 | 92 | Олимпик Лион     |  |  |  |
| 11 | Нап | Кадидиату Диани    | 1 апреля 1995 (30 лет)   | 89  | 26 | Олимпик Лион     |  |  |  |
| 12 | Нап | Клара Матео        | 28 ноября 1997 (27 лет)  | 25  | 4  | Париж            |  |  |  |
| 18 | Нап | Вивиан Ассейи      | 20 ноября 1993 (31 год)  | 64  | 14 | Вест Хэм Юнайтед |  |  |  |
| 19 | Нап | Наоми Феллер       | 6 ноября 2001 (23 года)  | 6   | 1  | Реал Мадрид      |  |  |  |
| 23 | Нап | Вики Бешо          | 3 октября 2003 (21 год)  | 6   | 1  | Олимпик Лион     |  |  |  |

## Рекордсмены
| Позиция | Игрок            | Период     | Матчи | Голы |
| ------- | ---------------- | ---------- | ----- | ---- |
| 1       | Сандрин Субейран | 1997—2013  | 198   | 17   |
| 2       | Элиз Буссалья    | 2003—2019  | 192   | 30   |
| 3       | Лора Жорж        | 2001—2018  | 188   | 7    |
| 4       | Камиль Абили     | 2001—2017  | 183   | 37   |
| 5       | Эжени Ле Соммер  | 2009—н. в. | 183   | 92   |
| 6       | Гаэтан Тиней     | 2007—2019  | 163   | 58   |
| 7       | Соня Бомпастор   | 2000—2012  | 156   | 19   |
| 8       | Венди Ренар      | 2011—н. в. | 150   | 35   |
| 8       | Сара Буадди      | 2004—2020  | 149   | 0    |
| 10      | Луиза Несиб      | 2005—2016  | 145   | 36   |

| Позиция | Игрок           | Период     | Голы | Матчи | Мячей за игру |
| ------- | --------------- | ---------- | ---- | ----- | ------------- |
| 1       | Эжени Ле Соммер | 2009—н. в. | 92   | 182   | 0,50          |
| 2       | Мариэтт Пишон   | 1994—2008  | 81   | 112   | 0,72          |
| 3       | Мари-Лор Дели   | 2009—2017  | 65   | 123   | 0,53          |
| 4       | Гаэтан Тиней    | 2007—2019  | 58   | 163   | 0,36          |
| 5       | Камиль Абили    | 2001—2017  | 37   | 183   | 0,20          |
| 6       | Луиза Несиб     | 2005—2016  | 36   | 145   | 0,25          |
| 7       | Венди Ренар     | 2011—н. в. | 35   | 149   | 0,23          |
| 8       | Элоди Томи      | 2005—2017  | 32   | 141   | 0,23          |
| 9       | Хода Латтаф     | 1997—2007  | 31   | 111   | 0,28          |
| 10      | Элиз Буссалья   | 2003—2019  | 30   | 192   | 0,16          |